# Grucia monacheicauda
Grucia monacheicauda là một loài bướm đêm thuộc phân họ Arctiinae, họ Erebidae.